# Assassin's Creed Rogue
Assassin's Creed Rogue (укр. Кредо Асасина: Вигнанець) — відеогра з серії Assassin's Creed в жанрі action-adventure з елементами стелс-екшену, яку розробила компанія Ubisoft для платформ PlayStation 3 і Xbox 360. Версія для персональних комп'ютерів вийшла на початку 2015 року, а для PlayStation 4 і Xbox One — 20 березня 2018 року. Реліз версії гри для Nintendo Switch відбувся 6 грудня 2019 року.
У цій частині головним героєм постає молодий асасин Шей Патрік Кормак в середині XVIII століття. Розчарувавшись в асасінах, він вирішує завадити їхнім планам в США та розкриває з невідомого боку їхніх ворогів — тамплієрів.

## Ігровий процес
У цій грі пропонується досліджувати північну частину Північної Америки — замерзле узбережжя Атлантики, територію індійців апачів, долину річок та місто Нью-Йорк. Місто було відтворено згідно з історичними даними про його архітектуру XVIII століття. Розробники вдосконалили морські подорожі та битви, які були напряму запозичені з Assassin's Creed IV: Black Flag.
Гравець може керувати кораблем під назвою «Морріган». Цей корабель добре підходить для подорожей суворими морями Атлантики й не боїться льоду. Він обладнаний бочками з нафтою і гарматами Пакла, які дозволяють знищувати ворожі кораблі, а також айсберги. Однак асасіни будуть постійно його переслідувати й штурмувати судно різними способами. Шею життєво важливо зберегти корабель і мінімізувати втрати серед команди. Для цього в грі передбачено непомітно закидати гарпуни на чужий корабель і таким чином залізати на нього задля диверсій. Якщо протагоніст упаде в холодну воду, він стрімко втрачатиме здоров'я.
У Шея в екіпіруванні є шабля, короткий меч, пневматична зброя, пістолет, шенбяо та гранати.  «Орлиний зір» було доповнено: навколо персонажа показується кільце компаса, де кольорами помічені друзі чи вороги головного героя. Вороги намагаються вбити його так само несподівано, як це робили герої попередніх частин, стрибаючи зверху чи підкрадаючись і нападаючи з засідки.

## Сюжет
На початку Семирічної війни, в 1756 році, молодий асасин Шей Патрік Кормак тренується, переслідуючи іншого ассасина — Лаяма О'Браєна. Їхній старший товариш Луї-Жозеф Готьє Шевальє затіває з Шеєм бійку, бо вважає його надто самовпевненим. Лаям розборонює їх і згодом асасини дізнаються від свого наставника Ахіллеса та його товариша Адавеле про землетрус, який знищив Порт-о-Пренс минулого року. Ахіллес доручає їм визволити з англійського полону контрабандистів, аби повернути два артефакти.
У сучасності комп'ютерний вірус атакує сервери «Абстерго Ентертеймент». Агентка безпеки Вайолет да Коста витягує піддослідного і з дозволу Мелані змушує допомогти їй відновити сервери. Інша агентка, Юхані Отсо Берг, наполягає на продовженні вивченні історії Шея.
Луї-Жозеф виводить Шея і Лаяма на шпигуна асасинів під псевдонімом Мисливець, який може допомогти в пошуку викрадених артефактів. Шпигун розповідає їм, що манускрипт привласнив відомий тамплієр Лоуренс Вашингтон. Асасин проникає в маєток Вашингтона, де дізнається, що артефакти зберігаються у двох його підлеглих: Семюеля Сміта і Джеймса Вордропа. Потім він убиває Вашинготна, котрий наостанок каже, що Шей запізнився з пошуками артефактів, але дякує йому, бо був смертельно хворий.
Шей убиває Сміта і Вордропа та захоплює артефакти. За сприяння Бенджаміна Франкліна і Шей і його напарниця Гоуп Дженсен спрямовують на криньку струм і вона показує голограму розташування храмів цивілізації ісу. Найближчий розташовано в Лісабоні. За наказом Ахіллеса Шей вирушає туди і знаходить у храмі артефакт, але знахідка розсипається в нього в руках, після чого стається сильний землетрус. Ледве вибравшись із міста, Шей повертається в маєток асасинів.
Розгніваний Шей дорікає Ахіллесові, що той знав про здатність храму спричиняти землетруси, але не попередив. Оскільки через землетрус загинули сотні невинних людей, Шей вирішує покинути братство та забрати манускрипт, аби асасини не скористалися й ним. Інші асасини намагаються зупинити Шея і заганяють на край скелі, та Шей стрибає з неї. Лаям стріляє в нього навздогін, асасини думають, що Шей мертвий, забирають у нього манускрипт і викидають тіло в затоку.
Дія переноситься на 20 років уперед, де Шей в Парижі вбиває злочинців, що здійснювали замах на життя Франкліна. Потім «Абстерго» вдається поремонтувати один сервер і це відкриває доступ до раніших спогадів Кормака. Шей все-таки вижив і дістається до Нью-Йорку, де йому дає прихисток старе подружжя Фіннеганів — Баррі і Кессіді. Несподівано до їхнього будинку вриваються бандити, і Кормак дає їм відсіч. Потім він проникає в лігво злочинців і вбиває їхнього ватажка. Полковник Джордж Монро, бачачи здібності Шея, просить його допомогти врятувати від шибениці тамплієра Крістофера Гіста. Врятувавши його, Шей помічає неподалік свій колишній корабель «Морріган». Кормак забирає корабель як платню за порятунок Крістофера.
Тим часом триває війна. Після прибуття в Олбані, Шей і Гіст зустрічаються з полковником Монро, який повідомляє їм про війська французів, що засіли в форті неподалік. Під час облоги форту Шей зустрічає там Мисливця та в ході нетривалої сутички вбиває його. Перед смертю той каже про підготовку вбивства владної верхівки США з допомогою якогось газу. Гіст довідується, що до створення газу мимовільно причетний Бенджамін Франклін, а керує цим якась жінка. Шей усвідомлює, що напевне це Гоуп. Скориставшись довірою Франкліна, Кормак знищує фабрику з виробництва газу створеним Франкліном гранатометом.
Минає рік і Шей отримує від полковника посилку з манускриптом і лист, в якому той повідомляє, що скоро може загинути в бою з французами чи індіанцями. Стривожений Шей поспішає йому на допомогу та зустрічає тамплієра Джека Вікса. Той розповідає, що французи були в союзі з індіанцями, проте посварилися. Шей знаходить полковника, коли саме нападають асасини, очолювані товаришем Шея, Кесеговаасом, який і підбурив французів з індіанцями до ворожнечі. Шею і Монро вдається дістатися до «Морріган» і поранити Кесеговааса.
Тамплієри дізнаються, що Кесеговаас готує напад на Олбані, але коли Шей і Гіст добираються до місця, то розуміють, що запізнилися, і відпливають в форт полковника Монро. Під час оборони форту Шей вбиває Кесеговааса, але той попереджає його, що Монро приречений. Шей поспішає на допомогу й виносить полковника з палаючого будинку, але Гіст попри це гине. Перед смертю полковник встигає передати, що асасини забрали манускрипт, і віддає йому свій перстень тамплієра. Шей повертається в Нью-Йорк, де Великий магістр Ордена тамплієрів Гейтем Кенвей посвячує його в ряди тамплієрів.
У сучасності Берг каже піддослідному, що незабаром і йому належить вибрати на чиєму він боці. Мелані викликає піддослідного на розмову, з якої з'ясовується, що вона тамплієрка, котра замінила на посаді креативного директора Олів'є Гарно.
«Анімус» реконструює події 1776 року. Захистивши Франкліна від нападу бандитів, Шей натомість просить американського посла допомогти йому потрапити у Версаль нібито для зустрічі з діловими партнерами. Дія переноситься до 1758 року, коли Шей розповідає Гейтему про руйнівну силу храмів ісу та бажання асасинів скористатися ними як зброєю. Гейтем повідомляє йому місце розташування асасинів у Луїсбурзі та пропонує зустрітися з капітаном Джеймсом Куком для взяття міста в облогу. Французи, які контролюють Луїсбург, вирішують напасти першими. Під керівництвом Шея корабель Кука «Пемброк» розбиває французький флот, але за битвою спостерігає ще один корабель «Експерт Кредо» і його капітан Адевале. Джеймс Кук потім зустрічає Адевале в одному з французьких портів. Шей нав'язує Адевале морський бій. Відчуваючи близькість поразки, Адевале рятує команду і продовжує бій на суші, де його й наздоганяє Шей і в двобої убиває. З останніх слів Адевале він довідується, що Луї-Жозеф готує експедицію, а Гоуп збирається повторити експеримент Франкліна.
Щоб не допустити повторного виробництва газу, Кормак та Вікс влаштовують саботаж від імені асасинів, поки Гейтем шукає Гоуп. Пробравшись в маєток Гоуп, Щей бачить, що вона та Лаям з'ясували місце розташування ще одного храму. Гуп помічає Шея, підстрілює його і отруює. Проте Шей встигає вбити Гоуп і забирає в неї протиотруту.
У пошуках Луї-Жозефа Шей звертається до капітана Кука, який повідомляє, що Луї-Жозеф попрямував до Антикости. Викравши карти Луї-Жозефа, тамплієр знову звертається до капітана з проханням їх розшифровки. Шей, Кук і Гіст знаходять і топлять експедиційний флот Луї-Жозефа. Під час абордажу «Кречета» Кормак дізнається, що експедиція була прикриттям, а Лаям і Ахіллес тим часом вирушили на північ. Шей викидає Луї-Жозефа за борт.
Шей і Гейтем вирушають в Арктику, де знаходиться ще один храм ісу. Але асасини вже випередили їх і потрапили всередину. Ахіллес зупиняє Лаяма, побоюючись, що його дії спричиняють черговий землетрус. Однак, Лаям випадково вмикає охоронну систему і землетрус усе ж стається. Лаям гине, Шей знаходить Гейтема і застерігає його від убивства Ахіллеса, бо тоді асасини почнуть мстити, що потягне ще більше невинних жертв. Тоді Гейтем стріляє Ахіллесу в ногу, але лишає його живим.
Спогади знову повертаються до Парижу 1776 року. Франклін проводить Шея в Версальський палац, де той убиває асасина Шарля Доріана, забираючи в нього скриньку. Шарль перед смертю говорить, що плани асасинів на панування в Америці розладналися.
У сучасності Берг, Вайолет і Мелані називають себе тамплієрами і пропонують піддослідному вибір: приєднатися до них або загинути.

## Оцінки й відгуки
| Агрегатор    | Оцінка                       |
| ------------ | ---------------------------- |
| GameRankings | 74.90 % (PS3) 73.78 % (X360) |
| Metacritic   | 73/100 (PS3) 72/100 (X360)   |

| Видання      | Оцінка |
| ------------ | ------ |
| Eurogamer    | 8/10   |
| GameSpot     | 6/10   |
| IGN          | 6,8/10 |
| Joystiq      | [ 9 ]  |
| Pocket Gamer | 6/10   |
| Игромания    | 7,0/10 |